# Haworthia arachnoidea
Haworthia arachnoidea es una especie de planta suculenta perteneciente a la familia Xanthorrhoeaceae. Es originaria de Sudáfrica.

## Descripción
Es una planta suculenta perennifolia con las hojas, unas 30-40, dispuestas en forma de roseta, de color verde pálido, no recurvadas, provista de una arista pelúcida larga, y con margen dentado.

## Taxonomía
Haworthia arachnoidea fue descrita por (Linneo) Duval y publicado en Pl. Succ. Horto Alencon 7, en el año 1809.
Variedades aceptadas
- Haworthia arachnoidea var. arachnoidea
- Haworthia arachnoidea var. aranea (A.Berger) M.B.Bayer
- Haworthia arachnoidea var. nigricans (Haw.) M.B.Bayer
- Haworthia arachnoidea var. setata (Haw.) M.B.Bayer
- Haworthia arachnoidea var. xiphiophylla (Baker) Halda

Sinonimia
- Aloe arachnoidea (L.) Burm.f.
- Aloe pumila var. arachnoidea L.
- Apicra arachnoides (L.) Willd.
- Catevala arachnoidea (L.) Medik.
- Haworthia pallida var. paynei L.Bolus[5]